# شيريدان غروسفينور
شيريدان غروسفينور (بالإنجليزية: Sheridan Grosvenor)‏ هو لاعب كرة قدم باربادوسي، ولد في 27 يوليو 1978.

## وصلات خارجية
- شيريدان غروسفينور على موقع قاعدة بيانات كرة القدم.إي يو (الإنجليزية)
- شيريدان غروسفينور على موقع ناشيونال فوتبول تيمز (الإنجليزية)
- شيريدان غروسفينور على موقع Soccerway.com (الإنجليزية)